# Х-Мен
 Тази статия е за супергероите.  За други значения вижте Х-Мен (пояснение).  
Х-Мен (на английски: X-Men) са екип от фантастични комиксови герои, супергерои във Вселената на Марвел Комикс. Създадени от Стан Лий и Джак Кърби, те дебютират в „The X-Men“ бр. 1, публикуван през септември 1963 г. Х-Мен са измислени американски мутанти, които в резултат на внезапен скок в еволюцията са родени със скрити свръхчовешки способности, които обикновено се разкриват в пубертета. В историите, много обикновени човеци таят силен страх и/или недоверие към мутантите (наричани още „Хомо супериор“, Homo superior), които са разглеждани от редица учени като следващата стъпка в човешката еволюция и затова на тях се гледа като на заплаха за човешкото общество. Напрежението се изостря от мутанти, които използват силите си за криминални цели. Х-Мен е формиран от великодушния професор Чарлс Ксавие, богат мутант, който е основал академия, за да обучава младите мутанти да защитават себе си и света от Магнито, Братството на мутантите и други заплахи за мутантите.
Комикс-поредицата за Х-Мен е една от най-ранните в историята на модерния американски комикс и главните членове на отбора са от много разнообразни култури. Непрекъснато се добавят герои от различни етноси и културни принадлежности. Самите разкази често докосват теми, свързани с положението на малцинствата, включително равност, търпимост и мнения относно „по-висша раса“.
Х-Мен са достигнали до киното и телевизията, включително с един от най-успешните съботни сутрешни сериали „Х-Мен“ и хитовата анимация на телевизия Kids WB! – „Х-Мен: Еволюция“. През 2000 г. дебютира успешният филм „Х-Мен“, режисиран от Брайън Сингър. Продължението му „X-Мен 2“ излезе през 2003 г., отново режисиран от Сингър, а третият филм за Х-Мен, „Х-Мен: Последният сблъсък“, този път режисиран от Брет Ратнър, излезе на 26 май 2006 г.

## История
Името на екипа главно се отнася към „Х факторът“, или неизвестен ген, който причинява еволюция в мутант. Създателят Стан Лий припомня в своята книга „Син на произхода на Марвел Комикс“ („Son of Origins of Marvel Comics“) и на други места, че той е измислил заглавието на поредицата след като издателят Мартин Гудман е отхвърлил първоначалното име – „The Mutants“ („Мутантите“). Заедно с това „официално“ обяснение, Х-Мен често се предполага (както вътре във Вселената на Марвел, така и от читателите на поредицата) че са кръстени на самия Ксавиер. В „Uncanny X-Men“ бр. 309 Ксавие твърди, че името „Х-Мен“ никога не е трябвало да звучи като негово собствено почитание.
Х-Мен са основани от инвалида и телепат професор Чарлс Франсис Ксавие (Professor Charles Francic Xavier), наричан още Професор Х. Ксавие събира Х-Мен под прикритието на Училището на Професор Ксавиер за надарени младежи в огромно провинциално имение на улица Греймалкин Лейн номер 1407 в центъра на Салем, малък град в преградието Уестчестър, Ню Йорк. Първоначалните Х-Мен се състоят от петима юноши, които професорът обучава да управляват своите способности: Циклоп/Скот Самърс (Cyclops/Scot Summers), Ангел/Уорън Уортингтън III (Angel/Warren Worthington III), Звяр/Ханк МакКой (Beast/Hank McCoy), Ледения човек/Боби Дрейк (Iceman/Bobby Drake), Момичето чудо/Джийн Грей (Marvel Girl/Jean Grey).
Ранните броеве на „The X-Men“ въвеждат най-заклетия враг на отбора Магнито (Magneto) и неговото Братство на зли мутанти (Brotherhood of Mutants), сред които Живак (Quicksilver), Алена вещица (Scarlet Witch), Умопомрачителя (Mastermind) и Жабока (Toad). Иронично, участниците в тази комикс поредица, които десетилетия по-късно стават движещата основа за историите, свързани с предубеденост и расизъм, оригинално са расово и етнически еднакви – привидно всички те са изцяло от бял англосаксонски протестантски тип, който де факто е модел на повечето герои от комикси по това време. Само един нов Х-Мен е добавен, Подражателя/Калвин Ранкин (Mimic/Calvin Rankin), но поради своята високомерност скоро е изключен от Ксавиер.
През 1969 г. сценариста Рой Томас и художника Нийл Адамс обновяват комикса и дават главни роли на двама герои, които са въведени съвсем скоро: Безред/Алекс Самърс (Havok/Alex Summers) (който е въведен от Рой Томас преди Адамс да започне работа върху комикса) и Лорна Дейн (Lorna Dane), по-късно наречена Поларис (Polaris) (създадена от Арнолд Дрейк и Джим Стеранко). Въпреки това обаче, тези ранни броеве на „The X-Men“ се провалят в своята цел да увеличат продажбите, затова Марвел спира да издава нови броеве след брой 66, въпреки че някои от по-старите комикси по-късно са преиздадени като броеве 67 – 93.

### 1970-те години
В „Giant-Size X-Men“ („Огромният Х-Мен“) бр. 1 (1975) сценаристът Лен Уейн и художникът Дейв Кокръм представят нов отбор, който ще участва в новите броеве на „The X-Men“, започващи с брой 94. Вместо от юноши, тази група се състои от възрастни, които са пристигнали от различни народи и култури. „Съвсем новите и съвсем различни Х-Мен“ са ръководени от Циклоп от оригиналния отбор и се състоят от новосъздадените Буревестник/Джон Праудстар (Thunderbird/John Proudstar), Колос/Пьотър Распутин (Colossus/Piotr Rasputin), Нощна сянка/Кърт Уагнър (Nightcrawler/Kurt Wagner) и Буря/Ороро Мънроу (Storm/Ororo Munroe), заедно с трима стари герои, Звезден огън/Широ Йошида (Sunfire/Shiro Yoshida), Банши/Шон Касиди (Banshee/Sean Cassidy) и най-вече Върколак/Лоуган (Wolverine/Logan), който се превръща в най-хитовия герой. Подновената Джийн Грей скоро се присъединява отново кън Х-Мен като известния Феникс, а Безред, Поларис, Звяр и Ангел имат важни гостувания.
Възродената поредица е илюстрирана от Дейв Кокръм и по-късно от Джон Байърн и писана от Крис Клеърмонт, който става най-дълго задържалият се автор. Поредицата получава огромно критическо одобрение и създава „Proteus Saga“ („Сага за Протей“), „Dark Phoenix Saga“ („Сага за Тъмния Феникс“), и по-късно, през ранните 80 години, „Days of Future Past“ („Дни на бъдеще минало“), според някои една от най-добрите сюжетни линии в Марвел Комикс, както и „X-Men: God Loves, Man Kills“ („Х-Мен: Господ обича, човек убива“), основата на филма от 2003 г. „Х-Мен 2“. Други герои, въведени по това време, включват Мистик (Mystique), Многочисления (Multiple Man), Клубът на Адския огън (Hellfire Club) и Мойра Мактагърт (Moira MacTaggert) заедно със съоръжението ѝ за генетични изследвания Остров Мюър (Muir Island). Други герои като Умопомрачителя също членуват в Клуба на Адския огън.

### 1980-те години
През 1980-те години растящата известност на „Uncanny X-Men“ („Необикновените Х-Мен“) и издигането на характерни разкази в комикса водят до въвеждането на няколко нови поредици, вследствие от основната, наречени „X-Books“ („Х-Книги“), най-вече „The New Mutants“ („Новите мутанти“), „X-Factor“ („Х-Фактор“) и „Excalibur“ („Екскалибур“), както и соловата поредица „Wolverine“ („Върколак“). Тази преситеност от заглавия, свързани с Х-Мен, води до издигането на общи издания (кръстоски), понякога наричани „Х-оувъри“ – разкази, които се застъпват в няколко Х-Книги, понякога за месеци наведнъж и обикновено веднъж годишно; такива са например „Mutant Massacre“ („Клане на мутантите“), „The Fall of the Mutants“ („Падението на мутантите“) и „Inferno“ („Инферно“).
Важни допълнения към Х-Мен са Сенчеста котка (Shadowcat), Плевел (Rogue), Рейчъл Самърс (Rachel Summers), Заслепителят (Dazzler), Псайлок (Psylocke), Лонгшот (Longshot) и Ковача (Forge). Оспорван ход е преместването на Професор Х в космоса през 1986 г., за да бъде със своята любима Лиландра (Lilandra), Императрица на Империята Ши'ар (Shi'ar Empire), което прави Магнито водач на Х-Мен. Този период също включва пристигането на загадъчната Маделин Прайор (Madelyne Pryor), злодеите Господин Зловещ (Mister Sinister), Саблезъб (Sabretooth) и Апокалипсис (Apocalypse).

### 1990-те години
През 1991 г. Марвел преработват цялата група от Х-Книги, съсредоточени върху пускането на втора поредица за Х-Мен, озаглавена просто „X-Men“. Със завръщането на Ксавиер и първоначалните Х-Мен в отбора, големият списък е разделен на две ударни сили: „Синият екип“ на Циклоп (проследен на страниците на „X-Men“) и „Златният екип“ на Буря (в „Uncanny X-Men“).
Първите му броеве са написани от дългогодишния сценарист на „Х-Мен“ Крис Клеърмонт и рисувани от суперзвездния художник Джим Лий. Друга нова Х-Книга, пусната по това време, е „X-Force“ („Х-Сила“), където участват героите от „The New Mutants“ водени от Кейбъл. Тази поредица е писана от Роб Лайфелд и Фабиан Ничиеца. Въпреки това изобретателните екипи на Х-Книгите скоро са разделени от вътрешни конфликти. Клеърмонт спира работа по „X-Men“ още след третия брой заради несъгласия с Лий и редакторите на Марвел, като така привършва шестнайсетгодишната си работа като сценарист на „Х-Мен“. В негово отсъствие Фабиан Ничиеца и Скот Лобдел се заемат с повечето писателски длъжности за „Х-Мен“. Месеци по-късно Лий и Роб Лайфелд напускат Марвел заедно с няколко други известни художници (включително бившият художник на Х-Мен Марк Силвестри и Уилс Портасио), за да основат Имидж Комикс. Най-голямото им недоволство е било голямото използване на техните творби от Марвел срещу ниско заплащане. Х-Мен на Джим Лий стават окончателните Х-Мен за 90-те, а неговите облици са основата на много от героите в „Х-Мен“ и поредица от екшън фигурки.
През 1990-те години броят на Х-Книгите е още по-голям, с няколко продължителни поредици и минисерии, издавани едновременно с тях. Важни сюжетни линии по това време са „The X-Tinction Agenda“ („Х-изтребване на дневен ред“) през 1990 г., „The Muir Island Saga“ („Сагата за Остров Мюър“) през 1991 г., „X-Cutioner's Song“ („Песента на Х-екутора“) през 1992 г., „Fatal Attractions“ („Пагубно привличане“) през 1993 г., „Phalanx Covenant“ („Споразумение на Фалангата“) през 1994 г., „Legion Quest“ („В търсене на Легиона“)/"Age of Apocalypse" („Епоха на Апокалипсис“) през 1995 г., „Onslaught“ („Устрем“) през 1996 г. и „Operation: Zero Tolerance“ („Операция: Нулева търпимост“) през 1997 г. Някои нови герои са въведени и веднага стават хитове – Кейбъл (Cable), Юбилей (Jubilee) и Гамбит (Gambit), но много от по-късните допълнения на отбора идват и си отиват – Сесилия Рейес (Cecilia Reyes), Червей (Maggott), Костен мозък (Marrow), Джоузеф (Joseph), Гръмотевична птица III (Thunderbird III). Новите мутанти на Ксавиер порасват и стават „Х-Отряд“, а следващото поколение ученици започват с „Поколение Х“, където участват Юбилей и други мутанти-юноши, водени и обучавани от Банши и бившия враг Ема Фрост (Emma Frost) в нейната Академия в Масачузетс. През 1998 г. „Excalibur“ и „X-Factor“ завършват и вторият е заместен от „Мутант Х“, където участва Безред, изгубил се в паралелна вселена. Марвел започва издаването на няколко солови поредици, сред които „Cable“ („Кейбъл“), „X-Man“ („Х-Човек“), „Gambit“ („Гамбит“), „Bishop“ („Бишъп“) и „Deadpool“ („Дедпул“), но никоя от тях с изключение на вече слятата „Cable & Deadpool“ („Кейбъл и Дедпул“) не оцелява до края на десетилетието.

### 2000-настоящето
В началото на Новото хилядолетие Клеърмонт се завръща в Марвел и отново започва работа по главните поредици за Х-Мен по време на събитие, наречено „Revolution“ („Революция“). Той скоро е отстранен от двете си поредици в ранната 2001 г. и създава своя собствена поредица – „X-Treme X-Men“ („Крайните Х-Мен“), която дебютира няколко месеца по-късно.
По това време името на „X-Men“ е сменено на „New X-Men“ и новият писател Грант Морисън поема поредицата. Тази ера често е наричана „Ерата на Морисън“, заради драстичните промени, които той прави по поредицата, започвайки с „E Is For Extinction“ („И като Изтребление“), където новият злодей Касандра Нова (Cassandra Nova) разрушава Дженоуша, убивайки шестнадесет милиона мутанти. Морисън също довежда поправилият се враг Ема Фрост в главнитя Х-Мен отбор, и отваря вратите на училището от Ксавиер, който разгласява публично, че е мутант. Светлите костюми от спандекс, които са станали иконични през предишните десетилетия, също са премахнати, заменени от черни кожени всекидневни дрехи, подобни на униформите от филмите „Х-Мен“. Морисън също прибавя нов герой, Ксорн (Xorn), който има важно участие в кулминацията на работата на сценариста. Междувременно, „Ultimate X-Men“ („Върховните Х-Мен“, в България по-известни като „Най-новото от Х-Мен“) започва издаване, в който действието се развива в преработената Вселена на Марвел. Чък Остин също започва спорната си работа върху „Uncanny X-Men“.
Важни допълнения към Х-Мен са Ема Фрост, Мъдреца (Sage), Чеймбър (Chamber), Северна звезда (Northstar), Люспа (Husk), Завоевателя (Warpath), Калибан (Caliban), Хепзибиа (Hepzibah) и Страж Омега (Omega Sentinel). През това десетилетия също някои бивши врагове стават част от Х-Мен – Булдозера (Juggernaut), Мистик, Саблезъб и Умопомрачителката (Lady Mastermind). Няколко краткотрайни нови поредици и минисерии започват, сред които „Mystique“ („Мистик“), „Emma Frost“ („Ема Фрост“), „Gambit“ („Гамбит“), „Rogue“ („Плевел“), „Nightcrawler“ („Нощна сянка“), „Xavier and Magneto“ („Ксавиер и Магнито“) и „District X“ („Окръг Х“). Друга поредица, „Exiles“ („Изгнаници“), започва по същото време, но продължава и до днес. Поредиците на Кейбъл и Дедпул също са сляти в една, наречена „Cable & Deadpool“ („Кейбъл и Дедпул“). Трета главна Х-Книга също е въведена, наречена „Astonishing X-Men“ („Удивителните Х-Мен“), написана от създателя на Бъфи, убийцата на вампири Джос Уидън, който следва оттеглянето на Морисън. Друга Х-Книга, озаглавена „New X-Men: Academy X“ („Новите Х-Мен: Академия Х“) започва, фокусирайки се върху живота на новите млади мутанти в Института.
Този период включва възкръсването на Псайлок и Колос, смъртта на Джийн Грей и началото на връзка между Циклоп и Ема Фрост, които стават новите ръководители в Института. Институтът преди това е работил като обширно училище, до избиването на по-голямата част от мутантското население. Сега служи като спасително убежище на тези мутанти, които все още имат сили, и като дом на Х-Мен. Междувременно Апокалипсис и Силата на Феникса се завръщат.
Също така когато Хълк се завръща на Земята, той напада Х-Имението, търсейки Ксавиер. Когато Ксавиер признава, че той също е щял да заточи Хълк, Х-Мен напразно се опитват да го защитят от гнева на Хълк.
Важни сюжетни линии на това десетилетие са „Eve of Destruction“ („В навечерието на разрушението“), „E Is For Extinction“ („И като Изтребление“), „Planet X“ („Планета Х“), „Gifted“ („Надарени“), „X-Men: Phoenix – Endsong“ („Х-Мен: Последната песен на Феникса“), „House of M“ („Домът на М“), „Decimation“ („Изтребление“), „Deadly Genesis“ („Смъртоносен произход“), „Endangered Species“ („Застрашен вид“) и „Messiah Complex“ („Комплекс на Месията“).

## Светът на Х-Мен
Х-Мен съществуват във Вселената на Марвел заедно с други герои, които участват в други поредици на Марвел Комикс. Поради това не е изненадващо, че те често срещат герои от други поредици, а глобалното съществаване на общото мнение за мутантите означава, че мащабът на разказите може до голяма степен да е променлив.
Х-Мен се борят с всичко – от престъпни мутанти до галактически заплахи. За тяхна база служи Институтът на Ксавие, предградие Уестчестър, Ню Йорк, и често са описвани като семейство. Х-Имението често се изобразява на три етажа и с две подземни нива. За външния свят то служело като високоучебен институт до Новото хилядолетие, когато е разкрито, че Ксавиер е мутант, и оттогава то става изцяло мутантско училище, където мутантите живеят и получават цялостно обучение. Ксавиер формира корпорация, целяща да достигне мутантите по света, но съществуването ѝ е прекратено след Изтребването.
Х-Мен използват основно най-добрите технологии. Например, Ксавиер е показан да издирва мутанти с приспособление, наречено Церебро; Х-Мен се упражняват в Опасната стая, първоначално изобразявана като стая, пълна с оръжия и капани, а сега вече произвежда холографни симулации; също така Х-Мен пътуват с широко познатия и иконичен реактивен самолет, наречен Черната птица.

### Измислени места
Х-Мен представят няколко измислени места, които са важни в общата вселена, в която героите на Марвел Комикс живеят:
- Геноша (Genosha) – остров близо до Мадагаскар с дългогодишен дискриминиращ режим против мутантите. ООН дават властта на Магнито до разказ „И като Изтребване“.
- Мадрипур (Madripoor) – остров в Югоизточна Азия, близо до Сингапур. Разположението му е показано в южната част на Малакския проток, югозападно от Сингапур.
- Остров Мюър (Muir Island) – малък остров край бреговете на Шотландия. Във вселената на Х-Мен е известен най-вече като домът на Мойра Мактагърт и нейната лаборатория.
- Дивата земя (Savage Land) – скрито място в Антарктида, което е дом на няколко изчезнали вида, най-вече динозаври.
- Астероид М – астероид, построен от Магнито, утопия за мутантите и съоръжение за упражнения, близо до повърхността на Земята.

### Други вселени
- Дни на бъдеще минало (Days of Future Past) – Стражите държат мутантите в концлагери. Предотвратена е с пътуване във времето.
- Епоха на Апокалипсис (Age of Apocalypse) – в свят, където Професор Х е убит преди да основе Х-Мен, вместо него Магнито основава Х-Мен във въображаем свят, управляван от Апокалипсис. Създаден и предотвратен чрез пътуване във времето.
- Дом на М (House of M) – действителността е изменена от Алената вещица, с нейния баща Магнито като владетел на света. Кръстосаното събитие на 2005 г. завършва с връщане към нормалната Вселена на Марвел, въпреки че повечето мутанти са останали без сили.
- Върховни Х-Мен (Ultimate X-Men) – установена в преработената вселена Върховният Марвел.
- Х-Мен: Краят (X-Men: The End) – възможен край за Х-Мен на събитията преди ранната 2005 г.
- Марвел 2099 (Marvel 2099) – установена във въображаем свят с нови герои, които гледат на първоначалните Х-Мен като разказ, и наричат себе си Х-Мен 2099 и Х-Народ 2099.
- Марвел 1602 (Marvel 1602) – мутантите са наричани „Деца на вещиците“.
- Марвел Зомбита (Marvel Zombies) – установена в свят, където повечето герои на Марвел, включително Х-Мен, са зомбита в тази вселена.

## В други форми

### Анимации
- Х-Мен се появяват за пръв път в анимация в телевизионния сериал от 60-те години „Супергерои на Марвел“ (Marvel Super Heroes) с първоначалния отбор на Х-Мен (Ангел, Звяр, Циклоп, Ледения човек и Джийн Грей). Понеже Grantray-Lawrence Animation не са имали права за Фантастичната четворка, те ги заменят с Х-Мен. Интересно е, че Х-Мен никога не са наричани „Х-Мен“. Вместо това, те се наричат „Съюзници за мир“ (Allies for Peace). Въпреки това героите запазват своя първоначален външен вид и имената си от комиксите.
- Х-Мен от време на време гостуват в „Спайдър-Мен и невероятните му приятели“ (Spider-Man and His Amazing Friends). Спайдър-Мен, Ледения човек и Огнена звезда са тримата главни герои. Х-Мен се появяват за пръв път в епизода „Произхода на Ледения човек“ (The Origin of Iceman). В този епизод се появяват (само в сцена на ретроспекция) Професор Х и петимата първоначални Х-Мен: Ледения човек, Циклоп, Ангел, Момичето-чудо и Звяр. Следващата им поява в „Spider-Man and His Amazing Friends“ е в епизода „Родена е Огнена звезда“ (A Firestar is Born). В този епизод се появяват Професор Х, Циклоп, Ангел, Росомах, Буря и Булдозера (също и Магнито с много кратка поява). Х-Мен се завръщат в следващия сезон в епизода, озаглавен „Приключението на Х-Мен“ (The X-Men Adventure). В него се появяват Професор Х, Циклоп, Буря, Нощна сянка, Колос, Спрайт и Гръмотевична птица. „The X-Men Adventure“ е трябвало да бъде пилотен епизод на анимация за Х-Мен, в която да участват героите от Х-Мен в епизода, заедно с Госпожица Мълния (анимирана версия на Карол Денвърс/Мис Марвел) и Видеомен като членове. Анимацията никога не е продуцирана.
- През 1989 г., Марвел Пръдакшънс продуцира пилотен епизод за Х-Мен наречен „Прайд – гордостта на Х-Мен“ (Pryde of the X-Men). Сериалът не е избран, но този единствен епизод е излъчван рядко по няколко телевизии по време на сериала „Marvel Action Universe“ („Екшън вселената на Марвел“) и по-късно е пуснат на видео. През 1991 г. е пусната аркадна игра за 4 – 6 играчи, основана на този провален сериал, в която участват Циклоп, Росомах, Колос, Буря, Нощна сянка и Звезда. Професор Х и Кити Прайд също се появяват.
- През 1992 г., телевизия FOX пуска анимационен сериал на име „Х-Мен“, включващ Звяр, Циклоп, Гамбит, Джийн Грей, Юбилей, Професор Х, Плевел, Буря и Върколак, с честите гостувания на Бишъп и Кейбъл. Пилотният епизод в две части, „Нощта на Стражите“ (Night of the Sentinels) започва това, което става петсезонен сериал. Той е изключителен успех, превръщайки се в един от най-гледаните анимационни сериали в историята на телевизията и помагайки да се разшири известността на Х-Мен. Петте сезона свършват през 1997 г. След излизането на първия филм, сериалът е върнат в програмата на Фокс за няколко месеца.
- През 2000 г., телевизия Уорнър Брадърс започва излъчването на телевизионния сериал „Х-Мен: Еволюция“ (X-Men: Evolution), който показва Х-Мен като юноши, които посещават обикновено държавно училище заедно с института на Ксавиер. Сериалът свършва през 2003 г. след четвъртия си сезон.
- През 2007 г., Марвел Студиос ще започнха анимационен сериал за Х-Мен, в който участва най-вече Върколак, този път в смесица от 2D и 3D анимация за героите и любителите. Ави Арад, главно изпълнително лице на Марвел Студиос, твърди, че „Х-Мен са едни от бижутата в короната на Марвел и има смисъл вторият им анимационен проект да се фокусира върху известния герой Върколак.“ Името на новия сериал е „Върколак и Х-Мен“ (Wolverine and the X-Men) и се продуцира.